# Adolf Friedrich Konrad von Hake
Adolf Friedrich Konrad von Hake (* 8. Dezember 1778 in Berlin; † 20. Dezember 1862 in Friedeberg (Neumark)) war ein preußischer Generalmajor.

## Leben

### Herkunft
Er entstammt der briefadeligen Linie derer von Hake und war der Sohn des preußischen Stabskapitäns im Berliner Invalidenhaus Friedrich von Hake (1747–1815) und dessen Ehefrau Martha Marie, geborene Wieblitz (1746–1822).

### Militärkarriere
Hake besuchte die Kadettenhäuser in Potsdam und Berlin. Am 27. September 1794 kam er als Gefreitenkorporal in das Infanterieregiment „von Schladen“ der Preußischen Armee. Im Ersten Koalitionskrieg nahm er auf eigenen Wunsch am Feldzug am Rhein teil und wurde in Worms stationiert. Am 11. April 1795 wurde er Portepeefähnrich. Er war in Minden stationiert und lernte von einem Kapitän de la Motte, der kein Deutsch sprach, neben dem Topografieren auch die französische Sprache. Dessen Vorgesetzter, der Oberstleutnant Le Coq, machte Hake im Sommer 1796 zur Hilfskraft von de la Motte bei der Topografie und bis Oktober 1801 avancierte er zum Sekondeleutnant. Als solcher wurde er am 24. Januar 1803 mit Patent vom 4. Oktober 1797 in das Infanterieregiment „von Wartensleben“ versetzt. Am 20. März 1804 wurde er Adjoint 2. Klasse im Generalquartiermeisterstab, blieb aber in seiner Stellung im Regiment. Bis 1805 hatte Hake selbstständig ganz Westfalen kartographiert, kam im September 1805 als Generalstabsoffizier in den Stab von Blücher und wurde dort für große Erkundungen sowie weite Melderitte verwandt. Im Vierten Koalitionskrieg kämpfte er in der Schlacht bei Auerstedt und wurde auf dem Rückzug bei Greußen verwundet. Anschließend nahm er an den Kämpfen bei Nordhausen, Waren und Lübeck teil. Mit der 2. Division sollte Hake bei Schlutup die Franzosen aufhalten, bevor er sich auf ausdrücklichen Befehl auf Travemünde zurückzog und dort in Gefangenschaft ging. Er wurde nach Spandau gebracht und im Invalidenhaus einquartiert. Im April 1807 entwischt er zusammen mit dem Hauptmann Schöler II. und schlug sich zunächst zu Fuß über Altona, Kiel, Kopenhagen bis nach Königsberg durch, wo sich die Reste der Armee versammelten.
Noch im Juni 1807 erfolgte seine Übernahme in den Generalstab, wo er bis Mitte Oktober 1808 zum Stabskapitän aufstieg und dem General der Kavallerie Blücher zugeteilt wurde. Mit der Beförderung zum Kapitän kam Hake am 27. Oktober 1810 als Grenzbrigadier nach Osterode, avancierte Mitte Juli 1812 zum Major und wurde Ende Oktober 1812 zum Kreisbrigadier ernannt. Während der Befreiungskriege kam er am 1. Juli 1813 als Generalstabsoffizier zum Belagerungskorps vor Danzig. Er musste hier ständig zwischen dem Kommandeur der Landwehr Ludwig Graf Dohna und dem Oberbefehlshaber des Belagerungskorps, dem General der Kavallerie Herzog von Württemberg vermitteln. Hake kämpfte er in der ersten Reihe mit den russischen Soldaten, wurde verwundet, belobigt und mit dem Eisernen Kreuz II. Klasse ausgezeichnet. Außerdem wurde ihm der Orden des Heiligen Wladimir IV. Klasse und der Orden des Heiligen Georg IV. Klasse verliehen.
Er wurde am 6. Februar 1814 zurück zur Gendarmerie versetzt. Am 2. April 1815 wurde er zum Bataillonskommandeur im 4. Kurmärkischen Landwehr-Infanterie-Regiment, am 29. Mai 1815 wurde er zum Kommandeur des Regiments ernannt. Er kämpfte in der Schlacht bei Ligny, wo das Regiment zwischen dem Lignebach zwischen Sombres und Tongrimme stand und bis zum Abend die Angriffe der Franzosen abwehrte. In der Nacht zog sich das Regiment dann nach Wavre zurück, dort kam das Regiment am 17. Juni um 20.45 Uhr an. Bei Wavre stand das III. Armee-Korps und hatte nun die Aufgabe die Franzosen aufzuhalten, damit Blücher mit drei Armeekorps dem Feldmarschall Wellington zur Hilfe kommen konnte. Das Korps wehrte 13 Angriffe auf Wavre ab, danach richtete sich die Aufmerksamkeit der Franzosen auf das Dorf Limale. Oberst von Clausewitz gab Hake den Befehl, den Ort bis zum letzten Mann zu verteidigen. Letztlich wurde das Dorf von den Franzosen erobert und die Dijle überschritten. Das III. Armee-Korps zog sich während dessen nach Löwen zurück. Hake erhielt keine Nachricht davon, da er sich mit zwei Bataillonen nun hinter den Linien befand. An der Spitze des III. Bataillons stürmte er mit gefälltem Bajonett durch die Reihen der überraschten französische Truppen und konnte somit, bei Verlusten von 18 Mann und einige Gefangenen, der Gefangenschaft entgehen. Auch dem besser positionierte II. Bataillon unter Major von Schmude gelang unter eigenen Verlusten von 90 Mann zu entkommen. Im Kampf um Paris nahm es wieder an den Gefechten bei Versailles teil.
Nach dem Krieg wurde Hake am 9. Februar 1816 als Kreisbrigadier nach Steinau an der Oder versetzt. Vom 30. Dezember 1820 bis zum 22. August 1821 war er Abteilungskommandeur in der 6. Gendarmerie-Brigade und anschließend Brigadier der 5. Gendarmerie-Brigade in Posen. In dieser Stellung avancierte er bis Ende März 1829 mit Patent vom 1. April 1829 zum Oberst. Hake schied am 22. November 1830 von seinem Posten und wurde bis zu einer anderen Verwendung dem III. Bataillon des 4. Landwehr-Regiments zugeteilt. Am 19. Mai 1846 bekam er seinen Abschied mit dem Charakter als Generalmajor und einer Pension. Er starb am 20. Dezember 1862 in Friedeberg (Neumark).

### Familie
Hake heiratete am 28. Juni 1810 in Menz Karoline Adolfine Friederike Albertine von Wedel (1789–1839) aus dem Hause Braunsforth. Sie war eine Tochter des Rittmeisters Hans Wilhelm von Wedel (1757–1808). Aus der Ehe gingen vier Kinder hervor, von denen lediglich die Tochter Mathilde (1813–1834) das Erwachsenenalter erreichte. Sie heiratete 1833 Heinrich von Knobelsdorff-Brenkenhoff (1798–1846).
Nach dem Tod seiner Frau heiratete Hake am 20. März 1840 in Friedeberg Antonie Auguste Pohlandt (1809–1891). Aus der Ehe ging der spätere preußische Oberst Adolf Anton (1840–1896) hervor.

## Werke
- Beyträge zur Geschichte des Blücherschen Korps.
- Gedanken über militärische Erziehungsanstalten und Offiziersbildung.
- Unparteiische Bemerkungen des Herzogs Alexanders von Württemberg über den Feldzug von 1806.
- Plan der Kluterthöhle von 1804/1805.